# Antônio Luís da Costa
Antônio Luís da Costa, detto Tonho (Pernambuco, ...), è un ex calciatore brasiliano, di ruolo attaccante.

## Carriera
Proveniente dall'Atlético Mineiro, Tonho giunse al Bangu nel 1966, ove fu riserva di Paulo Borges. Pur da riserva vinse il Campionato Carioca 1966.
Dopo la cessione di Borges al Corinthians, ebbe più spazio ma la scarsa prolificità di gol lo portarono alla cessione nel 1969.
Nell'estate 1967 con il Bangu disputò il campionato nordamericano organizzato dalla United Soccer Association: accadde infatti che tale campionato fu disputato da formazioni europee e sudamericane per conto delle franchigie ufficialmente iscritte al campionato, che per ragioni di tempo non avevano potuto allestire le proprie squadre. Il Bangu rappresentò gli Houston Stars, che concluse la Western Division al quarto posto finale.

## Palmarès

### Competizioni statali
- Campionato Carioca: 1

Bangu: 1966